# Guion Line

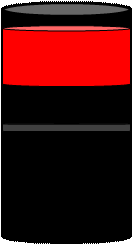
Cheminée des paquebots de la Guion Line

La Guion Line était une compagnie maritime transatlantique britannique fondée à Liverpool en 1866 sous le nom officiel de Liverpool & Great Western Steamship Company par William Guion, citoyen américain naturalisé britannique après la faillite en 1848 de la Williams & Guion Black Star Line, compagnie créée par son frère Stephen Guion et John Williams. Elle arborait l'étoile noire de la défunte compagnie sur un drapeau bleu frappé d'un losange blanc. Ses paquebots arboraient une cheminée noire avec une bande rouge au sommet.
La compagnie opéra une trentaine d'années au XIXe siècle sur la principale route maritime transatlantique entre Liverpool et New York via Queenstown (Irlande), transportant passagers et migrants entre l'Europe et les États-Unis. Devenue peu rentable, elle cessa ses activités en 1894.
Trois de ses navires remportèrent le Ruban bleu, la prestigieuse distinction récompensant le record de vitesse de traversée transatlantique : l’Arizona dans le sens ouest-est en 1879, l’Alaska en 1882 et 1883 et l’Oregon en 1884 dans le sens est-ouest.

## Histoire

### Les origines
En 1848, John Stanton Williams et Stephen Barker Guion créent à New York une compagnie maritime sous le nom de Willians & Guion Black Star Line pour opérer sur la route transatlantique entre Liverpool et New York. Tandis que Williams reste à New York, Stephen Guion s'installe à Liverpool en 1852 où il est rejoint par son frère William l'année suivante. La compagnie cesse ses activités en 1863 à cause de la concurrence des navires en acier et des dangers causés par la guerre de Sécession et le piratage aux abords des côtes américaines. Stephen Guion, désormais naturalisé citoyen britannique, passe contrat auprès de la Cunard Line et de la National Line pour commander des navires.

### Les débuts
La compagnie est officiellement fondée en 1866 à Liverpool sous le nom de Liverpool and Great Western Steamship Company par les frères Guion grâce aux investissements de la compagnie Williams & Guion qui détient 52 % des capitaux. Bien que la majorité des actions soit détenue par des capitaux américains, la compagnie est fondée comme britannique car le gouvernement des États-Unis ne reconnait comme américains que les navires construits aux États-Unis. De plus, Guion profite d'une jurisprudence datant de 1846 qui reconnaît comme citoyens britanniques les propriétaires d'une compagnie britannique. Les chantiers navals américains étant alors, un an après la guerre de Sécession, dans l'incapacité de construire des paquebots compétitifs en acier face à la concurrence britannique, la compagnie affrète 4 paquebots de 2 900 Tjb pour service hebdomadaire entre Liverpool et New York. Le Manhattan et le Chicago sont alors les deux premiers, suivis un an plus tard du Minnesota et du Nebraska.
La compagnie se lance dans le transport d'émigrants européens à destination des États-Unis avec une escale à Queenstown. Ainsi, en 1870, c'est la 3e compagnie transatlantique à transporter le plus d'émigrants (27 054 passagers d'entrepont pour seulement 1 115 passagers de 1re classe).
Les navires de la compagnie sont réputés pour être de bonne qualité et dotés d'innovations techniques importantes. Le Wisconsin et leWyoming sont notamment dans les années 1870 les deux premiers paquebots transatlantiques équipés de machines combinées. Cependant, les navires de la Guion Line sont aussi réputés pour leur lenteur. Ainsi, en 1873, le New York Times se plaint de la longueur des trajets et presse l'US Post Office (l'agence postale gouvernementale) de passer contrat avec une autre compagnie pour transporter le courrier entre les États-Unis et l'Europe.
La Grande dépression change la donne. Les restrictions réduisent la flotte aux 4 derniers navires. Les dirigeants décident alors de commander de nouveaux paquebots plus rapides afin de changer l'image de la compagnie et d'être compétitif face à la Cunard Line, la White Star Line et aux autres concurrentes transatlantiques dans la course au Ruban bleu. La Guion Line commande ainsi deux navires, le Montana et le Dakota, capables de faire la traversée à une vitesse de 17 nœuds. Hélas, c'est un échec majeur; les deux navires ne dépassent pas 11,5 nœuds de moyenne. Qui plus est, les deux navires sont perdus en peu de temps après s'être échoués à quelques kilomètres de distance sur les côtes d'Anglesey (Nord du Pays de Galles); le Dakota en 1877 et le Montana en 1880. La compagnie est obligée de commander le vieil Abyssinia à la Cunard Line.

### L'apogée et la course au Ruban bleu

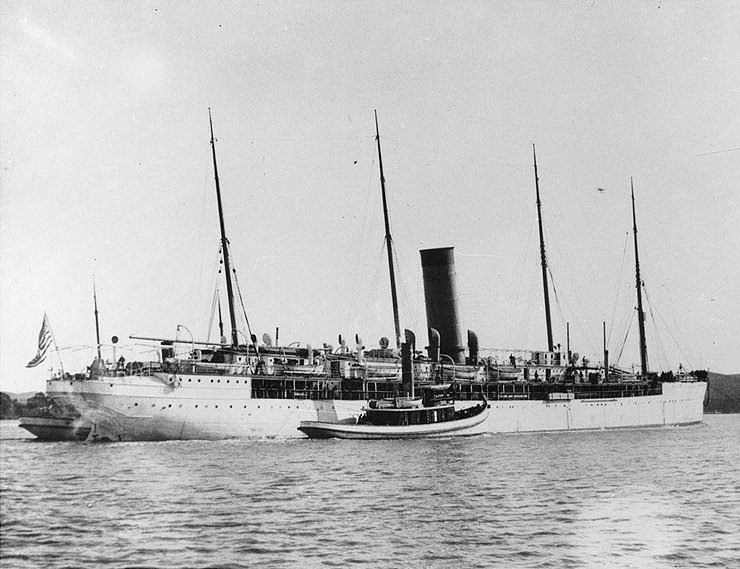
Le SS Arizona, Ruban bleu en 1879; vendu au gouvernement américain et rebaptisé USS Hancock, participa à la Première Guerre mondiale. Il est ici photographié sous pavillon de l'US Navy, au large de Mare Island au début du XXe siècle

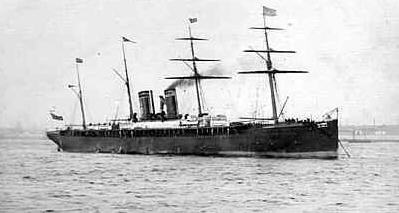
Le SS Alaska, Ruban bleu en 1882 et 1883 dans les deux sens

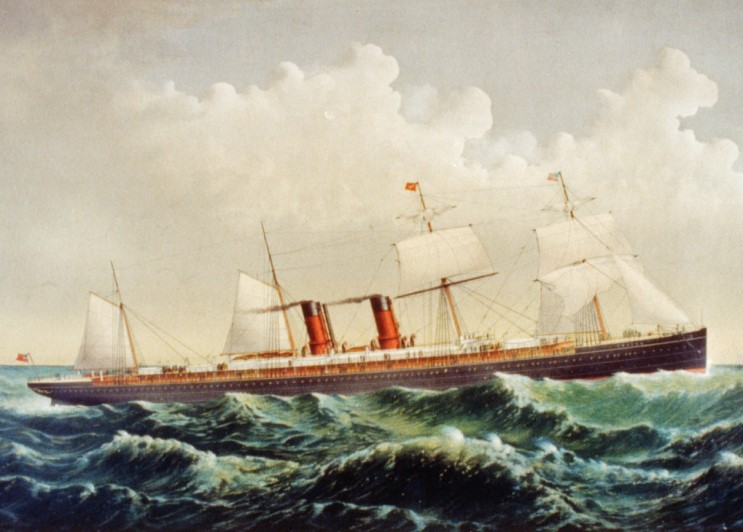
Le SS Oregon, Ruban bleu en 1884 (ici sous les couleurs de la Cunard Line à laquelle il a été vendu en 1884). Peinture de Currier & Ives

Le tournant a lieu à la fin des années 1870. William Pearce, actionnaire majoritaire des chantiers navals Fairfield Shipbuilding and Engineering Company à Govan (Écosse), acquiert la conviction qu'un navire ne transportant que des passagers et un minimum de fret léger peut attirer plus de passagers et réduire la durée d'immobilisation au port, accélérant cadence et rotation. Dans l'optique de tout sacrifier à la vitesse, il prévoit d'équiper des navires de la plus grosse propulsion possible sur les coques existantes. Son projet ayant été refusé par la Cunard Line, il le propose à la Guion Line en des termes intéressants. Il propose un devis de 140 000 £ alors qu'un paquebot transatlantique coûte en moyenne 200 000 £. De plus, il propose de partager les coûts d'investissements initiaux. En difficulté financière après de nombreux naufrages et encore marquée par l'échec des navires précédents en termes de vitesse, la Guion Line accepte et commande un premier navire en 1879 : L'Arizona qui devient propriété personnelle de Stephen Guion.
Dès sa première année, L'Arizona, à une vitesse moyenne de plus de 16 nœuds, bat le record de traversée transatlantique est-ouest mais échoue à s'emparer du Ruban bleu qui ne récompense officiellement que le record dans le sens contraire. ce succès offre à la compagnie une nouvelle notoriété d'autant plus qu'elle a su utiliser la collision de ce navire quelques mois plus tôt avec un iceberg comme une publicité de la robustesse de ses nouveaux navires. Bien que les navires soient réputés inconfortables, ils deviennent populaires auprès des clients américains.
Deux ans plus tard, la compagnie commande L'Alaska, un paquebot encore plus rapide, capable d'atteindre les 17 nœuds de vitesse de croisière. Celui-ci remporte enfin le Ruban bleu à deux reprises et dans les deux sens en 1882 et 1883, confirmant l'avance prise par les paquebots de la Guion Line dans cette compétition de vitesse sur les autres compagnies transatlantiques pourtant plus prestigieuses et plus réputées que sont la Cunard Line et la White Star Line. Finalement, en 1884, Pearce propose, toujours en termes avantageux, un troisième paquebot, encore plus rapide, l'Oregon, qui remporte le Ruban bleu à son tour dès la première année avec un record de vitesse dans le sens est-ouest en 6 jours 10 heures et 10 minutes à la vitesse moyenne de 18,56 nœuds. La Guion Line est alors à son apogée avec les 3 paquebots les plus rapides du monde et peut le clamer fièrement sur ses affiches publicitaires.

### Le déclin et la faillite
L'année 1884 marque pourtant paradoxalement le début du déclin de la compagnie. Alors que John Williams est décédé en 1876, la compagnie est restructurée en 1883. En 1884, Stephen Guion doit se retirer à cause de difficultés économiques personnelles qui sont indépendantes de la santé de la compagnie.
Dans l'incapacité de payer aux chantiers navals la construction de l'Oregon, il doit se résoudre à le vendre et celui-ci est racheté par la Cunard Line avec lequel il battra encore son propre record et remportera de nouveau le Ruban bleu l'année suivante avant son tragique naufrage en 1886. Stephen Guion meurt lui-même en décembre 1885, suivi un an plus tard de son neveu William H. Guion junior, le nouveau directeur âgé de 37 ans. La compagnie, décimée et ruinée est mise en liquidation.

### Les dernières années
Le repreneur et nouveau directeur n'est autre que William Pearce lui-même. Alors qu'il transfère pour une location de longue durée l'Abissynia à la Canadian Pacific, il continue à assurer un service hebdomadaire pour New York et partage le contrat de distribution du courrier britannique grâce à ses trois vieux paquebots Nevada, Wisconsin et Wyoming ainsi que les plus récents Arizona et Alaska.
Pourtant, le naufrage de l'Abyssinia, à peine récupéré de la Canadian Pacific après un incendie en 1891 est un coup dur de plus pour la compagnie. Le coup de grâce vint lui des États-Unis. La peur d'une épidémie de choléra en 1892 conduisent les autorités portuaires américaines à des contrôles draconiens des immigrants, à la mise en quarantaine des personnes infectées et à l'immobilisation des navires. La mort d'un passager du Wyoming entraîne son immobilisation au port de New York. La nouvelle régulation de l'immigration aux États-Unis (notamment avec la création d'Ellis Island)est un coup fatal à la Guion Line qui en avait fait sa principale clientèle et en décembre 1892, elle décide de retirer ses 3 vieux paquebots affectés au transport d'émigrants. Deux ans plus tard, en 1894, face à la concurrence de la White Star Line, de la Cunard Line et de l'Inman Line sur le terrain de la vitesse et du luxe, elle doit se séparer de ses deux derniers navires et mettre fin à ses activités.

## Ligne unique
- Liverpool - Queenstown - New York (1866-1864)

## Navires principaux
Les paquebots de la Guion Line, en hommage aux origines américaines de la famille Guion, portent des noms d'États américains.
Classement par ordre chronologique de mise en service dans la compagnie :
| Paquebots        | Date de construction | Mise en service | Fin de service | Tonnage   | Remarques | Naufrages                                                                                     | Ruban bleu |
| ---------------- | -------------------- | --------------- | -------------- | --------- | --- | --------------------------------------------------------------------------------------------- | --- |
| Chicago          | 1866                 | 1866            | 1868           | 2 869 Tjb | | Naufragé en 1868 au large de Queenstown, sans pertes humaines                                 | |
| Manhattan        | 1866                 | 1866            | 1875           | 2 869 Tjb | Revendu en 1875 à la Warren Line et rebaptisé Massachusetts                                                                        |                                                                                               | |
| Minnesota        | 1867                 | 1867            | 1875           | 3 008 Tjb | Revendu en 1875 à la Warren Line                                                                                                   |                                                                                               | |
| Nebraska         | 1867                 | 1867            | 1876           | 3 985 Tjb | Revendu en 1876 à des armateurs britanniques et rebaptisé Victoria                                                                 |                                                                                               | |
| Colorado         | 1868                 | 1868            | 1872           | 2 927 Tjb | | Coulé le 7 février 1872 dans la rivière Mersey après une collision avec le SS Arabic. 6 morts | |
| Idaho            | 1869                 | 1869            | 1878           | 3 132 Tjb | | Naufragé en 1878 au large des côtes d'Irlande, sans pertes humaines                           | |
| Nevada           | 1869                 | 1869            | 1894           | 3 121 Tjb | Revendu en 1894 à la Dominion Line et rebaptisé Hamilton                                                                           |                                                                                               | |
| Wisconsin        | 1870                 | 1870            | 1893           | 3 238 Tjb | Reconstruit en 1874 (porté à 3 700 Tjb); démoli en 1893                                                                            |                                                                                               | |
| Wyoming          | 1870                 | 1870            | 1893           | 3 238 Tjb | Reconstruit en 1874 (porté à 3 700 Tjb); démoli en 1893                                                                            |                                                                                               | |
| Montana          | 1874                 | 1874            | 1880           | 4 321 Tjb | | Échoué en mars 1880 sur les côtes d'Anglesey (Nord du Pays de Galles), renfloué puis démoli.  | |
| Dakota           | 1875                 | 1875            | 1877           | 4 332 Tjb | | Naufragé en mai 1877 au large des côtes d'Anglesey, sans pertes humaines.                     | |
| City of New York | 1865                 | 1878            | 1878           | 3 499 Tjb | Affrété de l'Inman Line pour deux voyages                                                                                          |                                                                                               | |
| Arizona          | 1879                 | 1879            | 1894           | 5 147 Tjb | Reconstruit en 1898 (porté à 5 305 Tjb) pour le service de l'océan Pacifique, vendu au gouvernement américain et rebaptisé Hancock |                                                                                               | Record de traversée transatlantique (est-ouest) en 1879 en 7 jours 8 heures et 11 minutes à la vitesse moyenne de 15,96 nœuds.                             |
| Abyssinia        | 1870                 | 1880            | 1887           | 3 376 Tjb | Acheté à la Cunard Line puis transféré à la Canadian Pacific pour le service transpacifique entre 1887 et 1891.                    | Coulé en 1891 après un incendie, sans pertes humaines.                                        | |
| Alaska           | 1881                 | 1881            | 1893           | 6 932 Tjb | Racheté en 1897 par la compagnie portugaise Compania Transatlantica et rebaptisé Magalhaes, démoli en 1899.                        |                                                                                               | Ruban bleu en 1882 et 1883 dans les deux sens record dans le sens ouest-est en 1882 en 6 jours 18 heures et 37 minutes à la vitesse moyenne de 17,10 nœuds |
| Oregon           | 1883                 | 1883            | 1884           | 3 238 Tjb | Vendu en 1884 à la Cunard Line | Coulé en 1886                                                                                 | Ruban bleu en 1884 (deux sens) Record dans le sens est-ouest en 1884 en 6 jours 10 heures et 10 minutes à la vitesse moyenne de 18,56 nœuds                |
| British Empire   | 1878                 | 1885            | 1885           | 3 361 Tjb | Affrété de la British Shipowners Ltd. pour un voyage                                                                               |                                                                                               | |
| British King     | 1881                 | 1885            | 1885           | 3 559 Tjb | Affrété de la British Shipowners Ltd. pour un voyage                                                                               |                                                                                               | |